# Tramwaje w Igławie

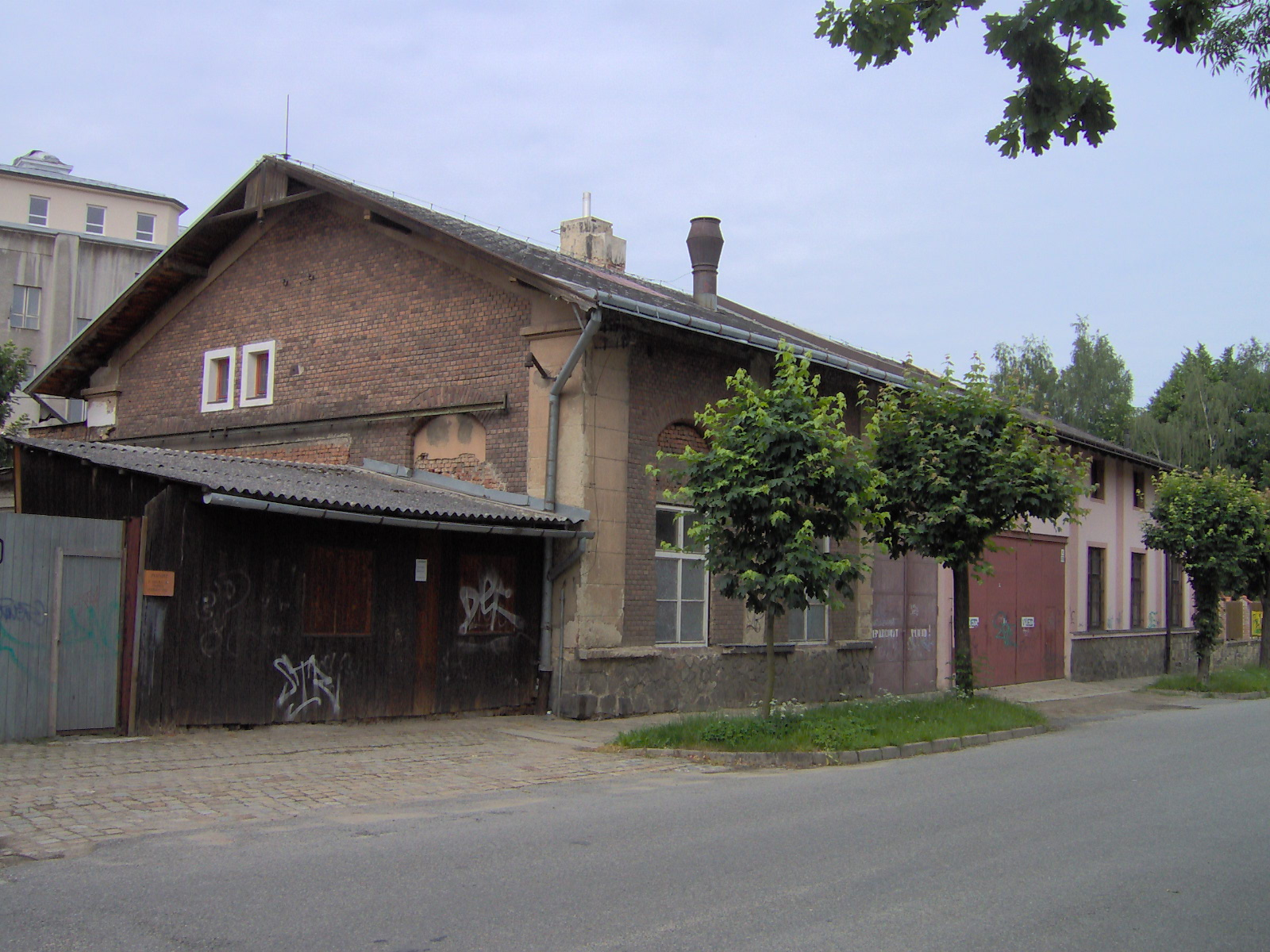
Jedyna pozostałość po igławskich tramwajach – dawna zajezdnia przy ul. Havlíčka.

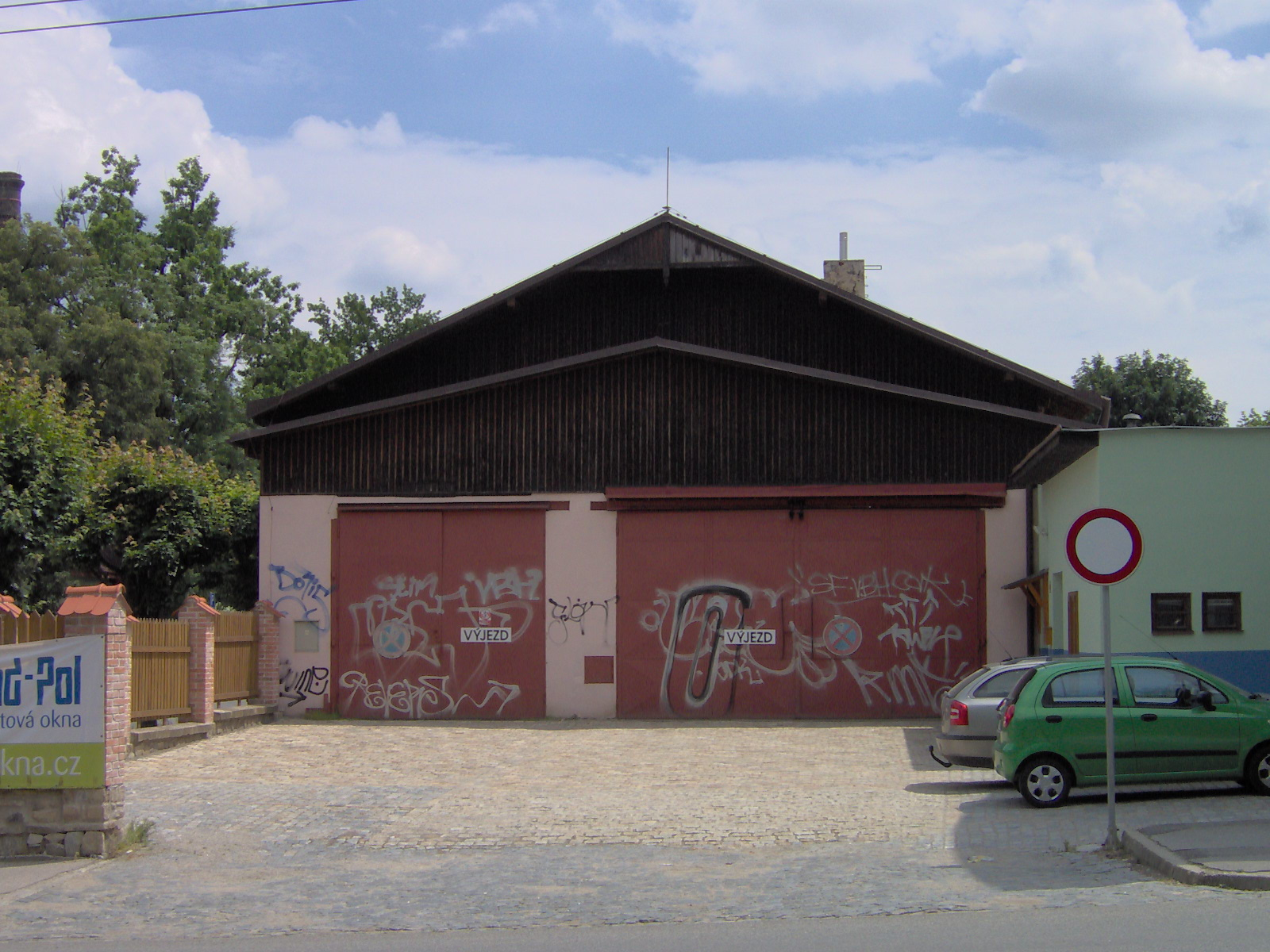
Wjazd do dawnej zajezdni tramwajowej

Tramwaje w Igławie – nieistniejący system komunikacji tramwajowej w Igławie w południowych Czechach działający w latach 1909–1948. System stanowiła jedna linia o długości 2,7 km łącząca centrum miasta z dworcem kolejowym. Po likwidacji została zastąpiona przez trolejbusy.

## Historia[a]
Podobnie, jak i w wielu innych miastach, główną przyczyną powstania linii tramwajowej w Igławie była konieczność połączenia miasta z dworcem kolejowym, położonego ok. 2 km na północny wschód od śródmieścia. Dyskusje na ten temat prowadzono od roku 1904. Wówczas na odcinku Dworzec – Śródmieście kursowały fiakry i omnibusy o pojemności od sześciu do piętnastu osób, obsługiwane głównie przez igławskich hotelarzy.
Decyzję o uruchomieniu linii tramwajowej podjęto ostatecznie we wrześniu 1906, jednak do prac budowlanych przystąpiono dopiero w 1908. Eksploatację linii rozpoczęto 26 sierpnia 1909, przy czym niezbędne koncesje wydano do 15 września. Igławska sieć tramwajowa składała się z jednej linii wiodącej z pl. T. Masaryka przez ul. Komeńskiego, pl. Wolności i ul. Havlíčka do dworca kolejowego. Był to odcinek jednotorowy, z mijankami, o rozstawie toru 1000 mm, mający długość 2,7 km. Igława posiadała najmniejszą sieć tramwajową na terenie dzisiejszych Czech po Cieszynie i Mariańskich Łaźniach.
Przez cały okres istnienia kształt linii tramwajowej nie ulegał zmianom, przy czym w latach 40. XX wieku pojawiły się propozycje rozbudowy sieci. Po II wojnie światowej zadecydowano o likwidacji przestarzałej i niewygodnej komunikacji tramwajowej i zastąpieniu jej trolejbusami. W 1947 linię skrócono o odcinek od zajezdni do dworca, a 12 listopada 1948 był ostatnim dniem kursowania tramwajów. Miesiąc później uruchomiono komunikację trolejbusową (trasa pierwszej linii była identyczna z linią tramwajową).

## Tabor
W początkach istnienia igławskich tramwajów po mieście jeździły trzy wagony silnikowe i dwa doczepne z wytwórni w Grazu, z wyposażeniem elektrycznym z koncernu AEG. W następnych latach tabor był uzupełniany jeszcze dwukrotnie – w 1912 zakupiono doczepny wóz pocztowy i wagon silnikowy identycznego typu, jak te z 1909, natomiast w latach 30. dodano jeden nowoczesny wagon silnikowy wyprodukowany w fabryce Vagónka Studénka.